# Rafael Esquivel
Rafael Esquivel, né le 16 août 1946 à Tenerife (Espagne), est un dirigeant de football vénézuélien, président de la Fédération du Venezuela de football et du conseil exécutif de la CONMEBOL.

## Biographie
Esquivel est élu président de la fédération vénézuélienne en 1988.
Il est arrêté lors de l'affaire de corruption à la FIFA en mai 2015, et fait face à des accusations de corruption aux États-Unis.

### Sources
- (en) Cet article est partiellement ou en totalité issu de l’article de Wikipédia en anglais intitulé « Rafael Esquivel » (voir la liste des auteurs).